# Breathe (Vladana-Lied)
Breathe ist ein Lied der montenegrinischen Sängerin Vladana. Mit dem Titel vertrat sie Montenegro beim Eurovision Song Contest 2022 in Turin.

## Hintergrund
Der Song wurde von Vladana Vučinić selbst mit Darko Dimitrov geschrieben, der das Lied auch produzierte. Es ist dessen zwölfter ESC-Song als Künstler oder Produzent. Es handelt sich um einen Popsong mit Folk-Einflüssen. Er beginnt mit einem ruhigen Klavierintro. Das Musikvideo zum Song wurde als erstes einer montenegrinischen Künstlerin bei MTV Adria gespielt. Der Song thematisiert den Tod der Mutter von Vladana durch Covid-19 im Jahr 2021. Sie widmete den Song allen Opfern der Krankheit.
Der Song wurde am 4. März 2022 veröffentlicht. Die Auswahl wurde intern getroffen.

## Beim Eurovision Song Contest
Montenegro nahm mit dem Titel nach zwei Jahren Pause am 66. Eurovision Song Contest teil, der vom 10. bis 14. Mai 2022 stattfand. Breathe wurde dem zweiten Halbfinale zugelost und startete dort an 15. Stelle von 18 Teilnehmern. Das Lied erreichte den 17. Platz und konnte sich somit nicht für das Finale qualifizieren. Es erhielt insgesamt 33 Punkte, elf Punkte von der Jury und 22 von den Zuschauern.